# Spilosoma vandepolli
Spilosoma vandepolli är en fjärilsart som beskrevs av Rothschild 1910. Spilosoma vandepolli ingår i släktet Spilosoma och familjen björnspinnare. Inga underarter finns listade i Catalogue of Life.